# Tramon Air
Tramon Air — колишня південноафриканська приватна авіакомпанія зі штаб-квартирою в Йоганнесбурзі (ПАР), яка здійснювала чартерні пасажирські та вантажні перевезення по внутрішніх і міжнародних напрямках.
Портом приписки авіакомпанії і її головним транзитним вузлом (хабом) є Міжнародний аеропорт імені О. Р. Тамбо в Йоганнесбурзі.

## Історія
Компанія Tramon Air була заснована в 1995 році і почала операційну діяльність на початку 1998 року.

## Флот
Станом на серпень 2006 року повітряний флот авіакомпанії Tramon Air становили такі літаки:
- 1 Boeing 727-200F
- 2 Boeing 737—200
- 2 Grumman Gulfstream I